# Pucołowo
Pucołowo (prononciation : [put͡sɔˈwɔvɔ]) est un village polonais de la gmina de Śrem dans le powiat de Śrem de la voïvodie de Grande-Pologne dans le centre-ouest de la Pologne.
Il se situe à environ 8 kilomètres au nord-ouest de Śrem (siège de la gmina et du powiat) et à 32 kilomètres au sud de Poznań (capitale régionale).

## Histoire
De 1975 à 1998, le village faisait partie du territoire de la voïvodie de Poznań.

Depuis 1999, Pucołowo est situé dans la voïvodie de Grande-Pologne.
Le village possède une population de 30 habitants.